# پریسیلا لوپس-شلیپ
پریسیلا لوپس-شلیپ (انگلیسی: Priscilla Lopes-Schliep؛ زادهٔ ۲۶ اوت ۱۹۸۲) ورزشکار دو و میدانی اهل کانادا است.